# Cantonul Aigrefeuille-sur-Maine
Cantonul Aigrefeuille-sur-Maine este un canton din arondismentul Nantes, departamentul Loire-Atlantique, regiunea Pays de la Loire, Franța.

## Comune
- Aigrefeuille-sur-Maine (reședință)
- Geneston
- La Planche
- Le Bignon
- Maisdon-sur-Sèvre
- Montbert
- Remouillé
- Vieillevigne